# Julianne McNamara
Julianne McNamara (n. 11 octombrie 1965, Flushing⁠(d), Queens, New York, SUA) este o actriță ce a reprezentat Statele Unite ale Americii, medaliată olimpică. A participat la o ediție a Jocurilor Olimpice (1984) în care a câștigat o medalie de aur și o medalie de argint.